# Kiço Ngjela
Kiço Ngjela (ur. 25 grudnia 1917 w Sheperze, zm. 16 czerwca 2002) – minister finansów Albanii w 1948 roku.

## Życiorys
W 1947 roku Ngjela uczestniczył w spotkaniu Envera Hodży z jugosłowiańskim wysłannikiem Savo Zlaticiem; rozmowa dotyczyła pogarszających się wówczas relacji albańsko-jugosłowiańskich.
Od 6 lutego do 28 listopada 1948 pełnił funkcję ministra finansów Albanii. W późniejszych latach był wiceprzewodniczącym Państwowej Komisji Planowania.
We wrześniu 1975 został usunięty Albańskiej Partii Pracy, ponieważ podejrzewano go o działalność antypartyjną, forsowanie umów z państwami uznanymi za rewizjonistyczne, sabotowanie samodzielności Albanii oraz za działanie na rzecz jugosłowiańskiego UDBA, amerykańskiego CIA i radzieckiego KGB.

## Życie prywatne
Jest ojcem Spartaka Ngjeli, polityka Demokratycznej Partii Albanii i ministra sprawiedliwości Albanii w 1997 roku.